# Medaglia Ostvolk
La medaglia Ostvolk (in tedesco: Tapferkeits- und Verdienst Auszeichnung für Ostvölker) fu un'onorificenza militare della Germania nazista, concessa al personale dell'Unione Sovietica (Ostvolk in tedesco vuol dire letteralmente popolo dell'est). Questa medaglia venne disegnata da Elmar Lang e divisa in due classi: I classe (oro o argento), II classe (oro, argento o bronzo). La medaglia godeva di due divisioni, una al merito militare (con spade) ed una al merito civile (senza spade).
La medaglia era composta da una stella ottagonale avente il centro piano. La prima classe misurava 48 mm di diametro e si poteva agganciare all'uniforme a spilla. La seconda classe misurava 40 mm di diametro e veniva portata appesa ad un nastro di 32 mm. Nel dicembre del 1943 diciassette lavoratori di Žytomyr (tra i quali anche una donna) ottennero l'onorificenza nella seconda classe di bronzo per "aver salvato grandi proprietà dai saccheggi dei bolscevichi".

## Classi e nastri
- I classe in oro: nessun nastro
- I classe in argento: nessun nastro
- II classe in oro: verde con una striscia rossa per parte
- II classe in argento: verde con una striscia bianca per parte
- II classe in bronzo: verde

| Medaglie con spade |                     |                 |                     |                    |
| I classe in oro    | I classe in argento | Medaglia in oro | Medaglia in argento | Medaglia in bronzo |

| Medaglie senza spade |                     |                 |                     |                    |
| I classe in oro      | I classe in argento | Medaglia in oro | Medaglia in argento | Medaglia in bronzo |

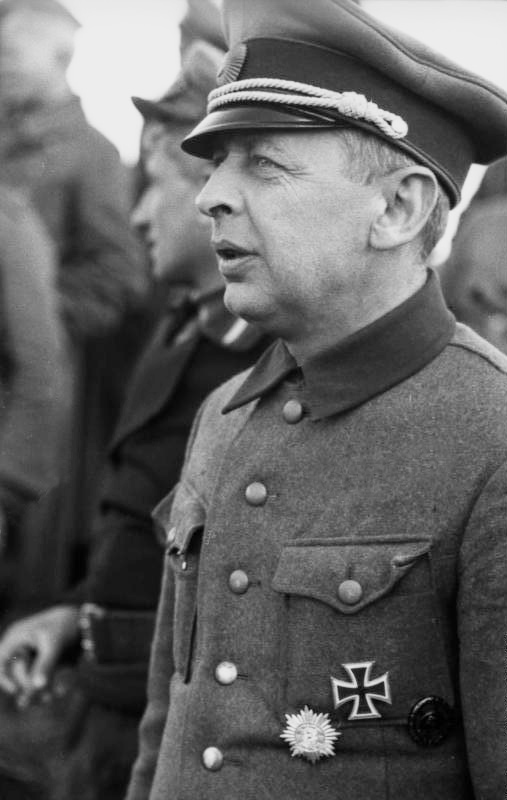
Bronislav Kaminski mentre indossa la I classe della medaglia Ostvolk

La medaglia veniva indossata come la croce di ferro tedesca ove, la prima classe veniva applicata come spilla, la seconda classe invece era portata con nastro. il personale tedesco, invece, doveva indossare le croci di ferro di I e II classe prima di ottenere la medaglia Ostvolk in argento.